# Szymon Rak-Michajłowski
Szymon Rak-Michajłowski (biał. Сымон Аляксандравіч Рак-Міхайлоўскі, Symon Alaksandrawicz Rak-Michajłouski; pseudonimy: Bautruczonak, Biełarus, Butrym Kalada, Symon Michałkau, Symon Rak; kryptonimy: S.R., R.-M., Symon R., Symon R-k; ur. 2 kwietnia?/14 kwietnia 1885 w Maksymówce w powiecie wilejskim, zm. 27 listopada 1938 w Mińsku) – działacz polityczny i społeczny narodowości białoruskiej, publicysta i pedagog; delegat na I Zjazd Wszechbiałoruski; działacz polityczny Białoruskiej Republiki Ludowej (BRL), członek Rady BRL, działacz białoruskiej mniejszości narodowej w II Rzeczypospolitej, w latach 1922–1927 poseł na Sejm Rzeczypospolitej Polskiej I kadencji; od 1926 roku członek Komunistycznej Partii Zachodniej Białorusi, w 1927 roku aresztowany przez władze polskie; od 1930 roku żył w Białoruskiej SRR, zajmując tam szereg stanowisk państwowych; skazany na obóz pracy, a następnie rozstrzelany z polecenia władz radzieckich.

## Życiorys

### Młodość
Urodził się 14 kwietnia 1885 roku we wsi Maksymówka, w powiecie wilejskim guberni wileńskiej Imperium Rosyjskiego (obecnie w rejonie mołodeczańskim Białorusi). Był synem Alaksandra. W latach 1900–1904 zdobył wykształcenie w Mołodeczańskim Seminarium Nauczycielskim. Pracował w szkołach powiatów święciańskiego i wilejskiego, zajmował się działalnością kulturalno-oświatową, gromadził elementy kultury ludowej. W czasie rewolucji w Rosji w latach 1905–1907 propagował idee socjalizmu i wyzwolenia narodowego. W czasie wyborów do Dumy Państwowej wybrano go na wyborcę z ramienia środowisk chłopskich. W 1906 roku za rozpowszechnianie literatury o charakterze socjaldemokratycznym został w Wilejce aresztowany przez władze carskie na trzy miesiące. Z powodu konfliktu z władzami zmuszony był przeprowadzić się na Krym. W 1912 roku ukończył studia w Instytucie Pedagogicznym w Teodozji. Pracował jako nauczyciel w mieście Karasubazar na dalekim wschodzie Rosji. Po pewnym czasie powrócił w rodzinne strony, gdzie także podjął pracę w zawodzie nauczyciela i organizował białoruskie szkoły. W czasie I wojny światowej w latach 1914–1917 służył w Armii Rosyjskiej, był starszym unter-oficerem i chorążym 24 pułku transportowego na Froncie Zachodnim (według innego źródła służył na Froncie Rumuńskim, gdzie zajmował się agitacją rewolucyjną).

### Początki działalności w białoruskim ruchu narodowym

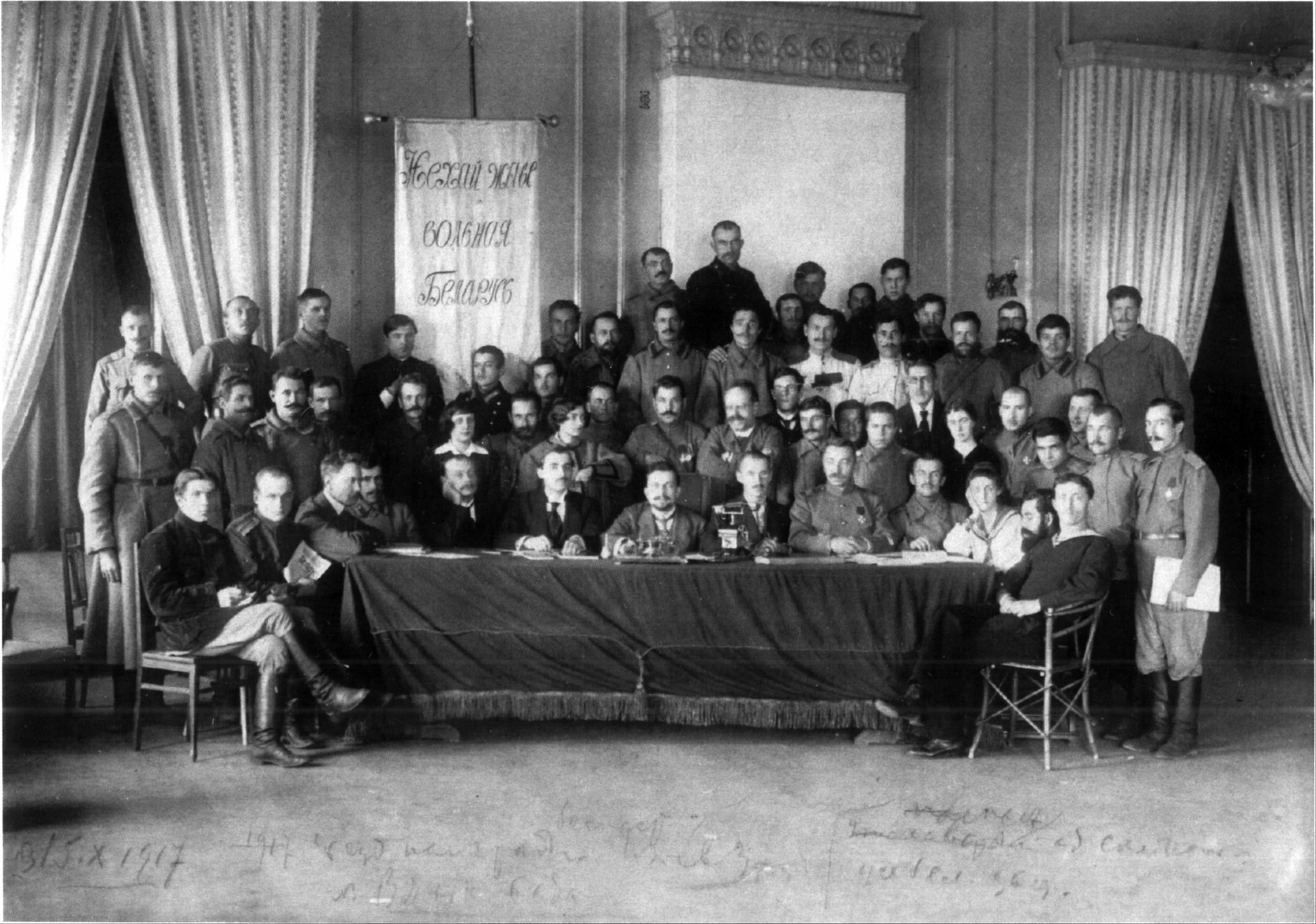
Posiedzenie WRB i CBRW w 1917 roku. Szymon Rak-Michajłowski w pierwszym rzędzie czwarty z prawej

Po rewolucji lutowej 1917 roku aktywnie włączył się w życie polityczne Mińska. Wszedł w skład Białoruskiej Socjalistycznej Gromady (BSG). W marcu tego samego roku brał udział w zjeździe białoruskich organizacji narodowych. Był organizatorem i uczestnikiem odbywającego się 18–24 października 1917 roku Zjazdu Białorusinów wojskowych Frontu Zachodniego, który m.in. uznał tworzenie białoruskiego wojska za „skrajnie konieczną i nie cierpiącą zwłoki potrzebę”. 24 października Zjazd powołał Centralną Białoruską Radę Wojskową (CBRW), będącą autonomiczną częścią tworzącej się w tym samym czasie Wielkiej Rady Białoruskiej (WRB). Tego samego dnia nowo utworzona organizacja, w niepełnym jeszcze składzie, wybrała Szymona Raka-Michajowskiego na stanowisko przewodniczącego Tymczasowego Komitetu Wykonawczego CBRW. W ten sposób został on także członkiem liczącego 24 osoby Tymczasowego Komitetu Wykonawczego WRB. Stał na czele delegacji CBRW, która pod koniec października w Mohylewie prowadziła rozmowy z dowódcą Frontu Zachodniego gen. Nikołajem Duchoninem na temat organizacji białoruskich formacji wojskowych. W czasie 3. zjazdu BSG wszedł w skład jej Komitetu Centralnego.

### I Zjazd Wszechbiałoruski i Białoruska Republika Ludowa
Szymon Rak-Michajłowski brał udział w I Zjeździe Wszechbiałoruskim odbywającym się 18–30 grudnia (5–17 grudnia st. st.) 1917 roku w Mińsku. Reprezentował na nim BCRW. Pełnił funkcję pierwszego przewodniczącego Zjazdu. W czasie oficjalnego, uroczystego otwarcia obrad 20 grudnia zwrócił się do uczestników Zjazdu z emocjonalnym przemówieniem, w którym przedstawił Białoruś jako smutną, zapłakaną kobietę i podkreślił, że jej przyszłość zależy od decyzji zebranych. Po kilku dniach został zastąpiony na stanowisku przewodniczącego Zjazdu przez Iwana Sieradę. Wchodził w skład prezydium Zjazdu, kierował posiedzeniami, zabierał głos w kwestiach dotyczących tworzenia białoruskich formacji wojskowych. Był jednym z liderów frakcji socjalistów powiązanych z BSG i WRB, która stanowiła prawicowe skrzydło Zjazdu. 26 grudnia (13 grudnia st. st.) został członkiem Rady Zjazdu. Po rozpędzeniu Zjazdu przez bolszewików z Obwodowego Komitetu Wykonawczego Zachodniego Obwodu i Frontu wszedł w skład Komitetu Wykonawczego Rady Zjazdu. Na początku 1918 roku jako jego przedstawiciel wraz z Iwanem Sieradą i Alaksandrem Cwikiewiczem skierowany był na rozmowy pokojowe między państwami centralnymi i Rosją radziecką do Brześcia. Delegacja Zjazdu nie została jednak dopuszczona do rokowań i pełniła jedynie rolę obserwatorów ze strony ukraińskiej.
9 marca 1918 roku Komitet Wykonawczy Rady Zjazdu Wszechbiałoruskiego ogłosił powstanie Białoruskiej Republiki Ludowej (BRL). W wyniku tej decyzji Rada Zjazdu Wszechbiałoruskiego zmieniła nazwę na Radę BRL. Szymon Rak-Michajłowski pozostał w jej składzie, także po tym, gdy 25 marca BRL ogłosiła niepodległość. 19–29 kwietnia w Kijowie wraz z Alaksandrem Cwikiewiczem prowadził w imieniu BRL negocjacje z przedstawicielami Ukraińskiej Republiki Ludowej (URL) na temat przebiegu białorusko-ukraińskiej granicy. W trakcie rozmów starał się doprowadzić do wyznaczenia korzystnego dla BRL przebiegu granicy, m.in. odwołując się do kryteriów etnograficznych i językowych. Twierdził m.in., że okolice miasta Mglin są etnicznie białoruskie, a w dialekcie tamtejszej ludności występuje charakterystyczne dla języka białoruskiego dziakanie. Wystąpił też z propozycją utworzenia wolnej strefy białorusko-ukraińskiej, obejmującej linię kolejową Brześć-Briańsk i basen Prypeci. Propozycja ta jednak została odrzucona przez przedstawicieli URL.
W połowie kwietnia 1918 roku był brany pod uwagę przez działaczy BRL jako jeden z kandydatów na stanowisko przewodniczącego Rady BRL. Wyraził protest przeciwko wysłanemu 27 kwietnia 1918 roku telegramowi w imieniu rządu i Rady BRL do niemieckiego cesarza Wilhelma II, który zawierał podziękowanie za „wyzwolenie Białorusi” oraz prośbę o poparcie dla BRL i jej sojuszu z Niemcami. Należał do narodowego skrzydła BSG i popierał utworzenie niezależnego białoruskiego państwa opierającego się na białoruskim ludzie pracującym. Po rozłamie w BSG był jednym z założycieli i członkiem Komitetu Centralnego Białoruskiej Partii Socjaldemokratycznej, wchodził w skład tzw. frakcji Bloku, do której należały: BPSd, BSG, Białoruska Partia Socjalistów-Federalistów i Białoruska Ludowa Partia Socjalistów. Jednocześnie utrzymywał bliskie kontakty z Białoruską Partią Socjalistów-Rewolucjonistów (BPSR). Zajmował się tworzeniem białoruskich szkół początkowych. W latach 1918–1920 mieszkał w Grodnie, pracował jako nauczyciel w Grodzieńskim Gimnazjum Białoruskim, brał udział w pracach Białoruskiego Komitetu Narodowego w Grodnie. Współpracował z gazetą „Biełaruskaje Słowa”.

### Działalność pod polską administracją, na Litwie Środkowej i w Polsce
Po tym, jak w kwietniu 1919 roku Wojsko Polskie odbiło z rąk bolszewików Wilno, Szymon Rak-Michajłowski poparł polską inicjatywę utworzenia tam Rady Miejskiej z udziałem wszystkich narodowości. Wraz z Arkadziem Smoliczem wytypował kandydata do niej z ramienia Białorusinów, jednak ostatecznie pomysł Rady Miejskiej upadł z powodu bojkotu ze strony Litwinów. Po zdobyciu przez Polaków Mińska wszedł w skład utworzonego tam 10 sierpnia Tymczasowego Białoruskiego Komitetu Narodowego – narodowego przedstawicielstwa Białorusinów, które nie wykluczało federacji z Polską pod warunkiem uznania przez nią BRL. Pracował jako instruktor białoruskiej sekcji Wydziału Szkolnego Mińskiego Magistratu i dyrektor kursów białorusoznawstwa. Pełnił funkcję przewodniczącego Białoruskiej Centralnej Rady Szkolnej, dążąc do wzmocnienia roli białoruskojęzycznej edukacji. Co najmniej od września 1919 roku wchodził w skład Białoruskiej Komisji Wojskowej jako przedstawiciel Mińszczyzny. Kierował w niej sekcją kulturalno-oświatową.
Istnieją przesłanki sugerujące, że Szymon Rak-Michajłowski, będąc członkiem BKW, nie był lojalny wobec państwa polskiego. Jesienią 1919 roku w Smoleńsku doszło do podpisania umowy między bolszewikami i BPSR, na mocy którego ci ostatni zobowiązali się do rozciągnięcia wpływów na BKW. Zdaniem białoruskiego historyka Jerzego Grzybowskiego Szymon Rak-Michajłowski był jednym ze zwolenników BPSR w BKW. Według raportów ówczesnego polskiego wywiadu mieli oni m.in. utrudniać werbunek i faworyzować w jego trakcie byłych czerwonoarmistów. Podejrzewano ich także, że za pomocą sieci komend powiatowych rozbudzają pośród żołnierzy i cywilów narodowości białoruskiej nastroje antypolskie. Zdaniem Bronisława Taraszkiewicza Szymon Rak-Michajłowski wiedział m.in. o organizowaniu antypolskiej partyzantki i prowadził rozmowy na temat wyposażenia jej w broń. Jednak według historyka Olega Łatyszonka brak jest dowodów na jakąkolwiek jego współpracę z bolszewikami.
13 grudnia 1919 roku Szymon Rak-Michajłowski wziął udział w posiedzeniu Rady BRL w Mińsku, w czasie którego wyraził poparcie dla dotychczasowych działań Rady Ministrów BRL pod kierownictwem Antona Łuckiewicza, zarzucając jednocześnie sabotaż niektórym jej członkom. Następnego dnia wobec panującego na sali bałaganu posiedzenie Rady BRL zostało zerwane, a jej członkowie opuścili budynek. Pozostało w nim ośmiu działaczy Białoruskiej Partii Socjalistów-Rewolucjonistów, trzech przedstawicieli Białoruskiej Partii Socjalistów-Federalistów i kilka osób roszczących sobie prawo do bycia delegatami Rady BRL. Grupa ta dokonała przewrotu przeciwko Radzie i premierowi Antonowi Łuckiewiczowi, powołując konkurencyjną wobec Rady BRL Ludową Radę BRL. Tymczasem pozostała część Rady spotkała się w prywatnym mieszkaniu Aleksandra Własowa, gdzie powołano pięcioosobową Radę Najwyższą BRL. Szymon Rak-Michajłowski został jej członkiem.
W dniach 20–24 marca 1920 roku uczestniczył w rozmowach między przedstawicielami polskiego Zarządu Cywilnego Ziem Wschodnich i białoruskim środowiskiem. Reprezentował na nim stanowisko Białoruskiej Centralnej Rady Wileńszczyzny i Grodzieńszczyzny, zgodnie z którym strona białoruska zwracała się do władz polskich o obronę całości Białorusi, uznanie woli ludności białoruskiej w kwestii przyszłości kraju, równouprawnienie języka białoruskiego i rozwoju białoruskiej edukacji. Białoruscy politycy podkreślili przy tym, że oczekują niezależności BRL, ale widzą jej przyszłość w związku z Polską. Strona polska spełniła wówczas część postulatów. W czasie ofensywy bolszewickiej na Polskę w lipcu 1920 roku porzucił swoje zobowiązania wynikające z członkostwa w BKW, dobrowolnie pozostał po radzieckiej stronie frontu i udał się do Wilna (Naczelne Dowództwo Wojska Polskiego poinformowało o formalnym przyjęciu jego dymisji wraz z całym dotychczasowym składem BKW dopiero 3 października). W latach 1920–1922 pracował jako dyrektor i nauczyciel Seminarium Nauczycielskiego w Borunach. Jednocześnie od jesieni 1920 roku był nauczycielem w Gimnazjum Białoruskim w Wilnie. Od lata 1921 roku kierował białoruskimi kursami nauczycielskimi w Wilnie. Założył Białoruski Komitet Narodowy w Wilnie, pełnił funkcję jednego z kierowników Białoruskiego Towarzystwa Ofiar Wojny i Białoruskiego Wydawnictwa Wydawniczego. W 1921 roku wszedł w skład tajnego Białoruskiego Komitetu Państwowego, który stawiał sobie za cel utworzenie państwa białoruskiego pod patronatem Polski, jednak opuścił go już po kilku zebraniach.

### Działalność w polskim Sejmie
5 listopada 1922 roku Szymon Rak-Michajłowski został wybrany na posła na Sejm Rzeczypospolitej Polskiej I kadencji. Wchodził w nim w skład wielu komisji sejmowych, m.in. Komisji Zdrowia. Występował przeciwko osadnictwu wojskowemu na ziemiach północno-wschodnich II Rzeczypospolitej. Deklarował obronę praw socjalnych, narodowych i kulturalnych białoruskiej mniejszości narodowej w Polsce. Jednocześnie pełnił funkcję jednego z kierowników Towarzystwa Szkoły Białoruskiej (TSzB). W 1922 roku (według innego źródła – 1923) został członkiem Centralnej Rady Szkolnej, a w 1926 roku – przewodniczącym Rady Nadzorczej TSzB. Założył istniejącą w latach 1922–1925 Białoruską Partię Niezależnych Socjalistów. W czerwcu 1925 roku był jednym z inicjatorów opuszczenia w Sejmie Białoruskiego Klubu Poselskiego i utworzenia klubu poselskiego Białoruskiej Włościańsko-Robotniczej Hromady (BWRH). Pełnił funkcję zastępcy przewodniczącego Komitetu Centralnego BWRH, organizował Centralny Sekretariat BWRH, był kierownikiem jej komitetu redakcyjnego. Wchodził w skład Białoruskiej Rady Ludowej. W 1926 roku wstąpił do nielegalnej w Polsce Komunistycznej Partii Zachodniej Białorusi. W latach 1926–1927 należał do zarządu Białoruskiego Komitetu Narodowego w Wilnie.
15 stycznia 1927 roku został aresztowany podczas rozbicia BWRH przez polskie władze. 22 maja 1928 roku, podczas tzw. „procesu pięćdziesięciu sześciu” został skazany przez Wileński Sąd Okręgowy na 12 lat więzienia za „propagandę komunistyczną”, jednak w styczniu 1929 roku sąd apelacyjny zmniejszył wyrok do 6 lat, a wiosną 1930 roku Szymon Rak-Michajłowski został przedterminowo wypuszczony na wolność. Wszedł w skład Centralnego Białoruskiego Komitetu Włościańsko-Robotniczego „Zmahannie”. W tym samym roku brał udział w kampanii wyborczej do Sejmu III kadencji.

### Działalność w Białoruskiej SRR, radzieckie represje i śmierć
W październiku 1930 roku decyzją Komitetu Centralnego KPZB Szymon Rak-Michajłowski został przeniesiony do Mińska. Wstąpił do Wszechzwiązkowej Partii Komunistycznej (bolszewików). Podjął pracę w sektorze nauki Ludowego Komisariatu Oświaty Białoruskiej SRR. W latach 1931–1932 wchodził w skład Centralnego Komitetu Wykonawczego Białoruskiej SRR. Od lutego 1931 roku do aresztowania był dyrektorem Białoruskiego Państwowego Muzeum Społeczno-Historycznego. 16 sierpnia 1933 został aresztowany przez organy OGPU Białoruskiej SRR w związku ze sprawą Białoruskiego Centrum Narodowego. Wydarzenie to miało miejsce w II Domu Sowietów na ul. Karola Marksa w Mińsku. Oskarżono go o kierowanie „organizacją kontrrewolucyjną, powstańczą i szpiegowsko-dywersyjną”. 9 stycznia 1934 roku decyzją kolegium sądowego OGPU Białoruskiej SRR (według innego źródła – OGPU ZSRR) został skazany na najwyższy wymiar kary z zamianą na 10 lat obozu poprawczo-pracowniczego jako organizator i przywódca kontrrewolucyjnej organizacji Białoruskie Centrum Narodowe. Karę odbywał w sołowieckich łagrach. 5 września 1937 roku został przewieziony do Mińska. 14 listopada 1938 roku Specjalna Trójka NKWD Białoruskiej SRR uznała go za „agenta Oddziału II Sztabu Głównego Wojska Polskiego” i skazała na najwyższy wymiar kary. 27 listopada 1938 roku został rozstrzelany w Mińsku.
Szymon Rak-Michajłowski został zrehabilitowany w ZSRR przez Trybunał Wojskowy Białoruskiego Okręgu Wojskowego 18 kwietnia 1956 roku (według innego źródła 16 sierpnia 1956 roku). Dokumenty sprawy dotyczącej jego osoby znajdują się pod numerem № 10182-с w archiwum Komitetu Bezpieczeństwa Państwowego Republiki Białorusi. Została ona zakończona 16 sierpnia 1956 roku.

## Twórczość literacka
Pierwszym artykuł Szymona Raka-Michajłowskiego nosił tytuł Z dumak u pachodzie (pol. Z rozmyślań w marszu) i został opublikowany na łamach „Naszej Niwy” 5 czerwca 1915 roku. W latach 1917–1918 wydał on publikacje: Da biełaruskaj intelihiencyi i wiaskowych wuczycielau (pol. Do białoruskiej inteligencji i nauczycieli wiejskich) i Zbierahajcie naszu piesniu (pol. Brońcie naszej pieśni). W 1919 roku w Mińsku opublikował broszurę Hutarka ab biełaruskaj mowie (pol. Rozmowa o języku białoruskim), w której wyrażał niepokój o przyszłość języka i dziedzictwa kulturowego białoruskiego ludu.
Regularną twórczość publicystyczną rozpoczął w drugiej połowie 1919 roku, po wyparciu z Mińska bolszewików przez Wojsko Polskie. Pisał dla białoruskojęzycznych gazet „Zwon” i „Biełaruś”, czasopisma „Rodny Kraj” i innych. Wykorzystywał liczne pseudonimy: Bautruczonak, Biełarus, Butrym Kalada, Symon Michałkau, Symon Rak. W swoich artykułach zwracał uwagę na problemy mieszkańców ziem pod administracją Zarządu Cywilnego Ziem Wschodnich – szkolnictwa w języku białoruskim, sprawiedliwości społecznej, eksploatacji bogactw naturalnych. W okresie pracy w Sejmie przygotował tekst statutu organizacyjnego BWRH, który został opublikowany razem z programem partii w 1926 roku w Wilnie. Redagował także „Biuletyn Klubu Poselskiego Białoruskiej Włościańsko-Robotniczej Hromady” i inne wydawnictwa. W 1923 roku został wydany jego Aryfmietyczny zadacznik dla paczatkowych szkoł. Cz. 2 (pol. Zbiór zadań z arytmetyki dla szkół początkowych. Cz. 2). W 1924 roku w Wilnie ukazała się jego broszura Straszny worah: Kniżka pra harełku (pol. Straszny wróg: Książeczka o wódce). Jego przemówienia wygłaszane z trybuny sejmowej zostały wydane drukiem w Wilnie w postaci dwóch publikacji: Pramowy deputatau Biełaruskaha pasolskaha klubu u Polskim Sojmie. Pawodle sojmawych stenahram (pol. Przemówienia deputowanych Białoruskiego Klubu Poselskiego w polskim Sejmie. Na podstawie stenogramów sejmowych) z 1924 roku oraz Pramowy deputatau sojmawaha klubu Biełaruskaj sialanska-rabotnickaj hramady (pol. Przemówienia deputowanych sejmowego klubu Białoruskej Włościańsko-Robotniczej Hromady) z 1926 roku.
Po przeniesieniu się z Polski do Białoruskiej SRR Szymon Rak-Michajłowski publikował teksty o sytuacji białoruskiej mniejszości narodowej w II Rzeczypospolitej – o białoruskojęzycznych gimnazjach, Towarzystwie Szkoły Białoruskiej, a także o więźniach, którzy jego zdaniem odbywali wyroki w Polsce z przyczyn politycznych.
Był także autorem muzyki do wiersza Zorka Wieniera (pol. Gwiazda Wenus) Maksima Bahdanowicza oraz prawdopodobnym autorem duetu-ballady Szto za chłopiec, szto za dziauczyna? (pol. Co to za chłopiec, co to za dziewczyna?).

## Życie prywatne
Szymon Rak-Michajłowski był żonaty, wychowywał dwoje dzieci.

## Upamiętnienie
We wsi Maksymówka, w której urodził się Szymon Rak-Michajłowski, od 1982 roku znajduje się upamiętniająca go tablica. W Mołodecznie jego imieniem nazwano jedną z ulic.